# لوسي هاي كونتيسة كارلايل

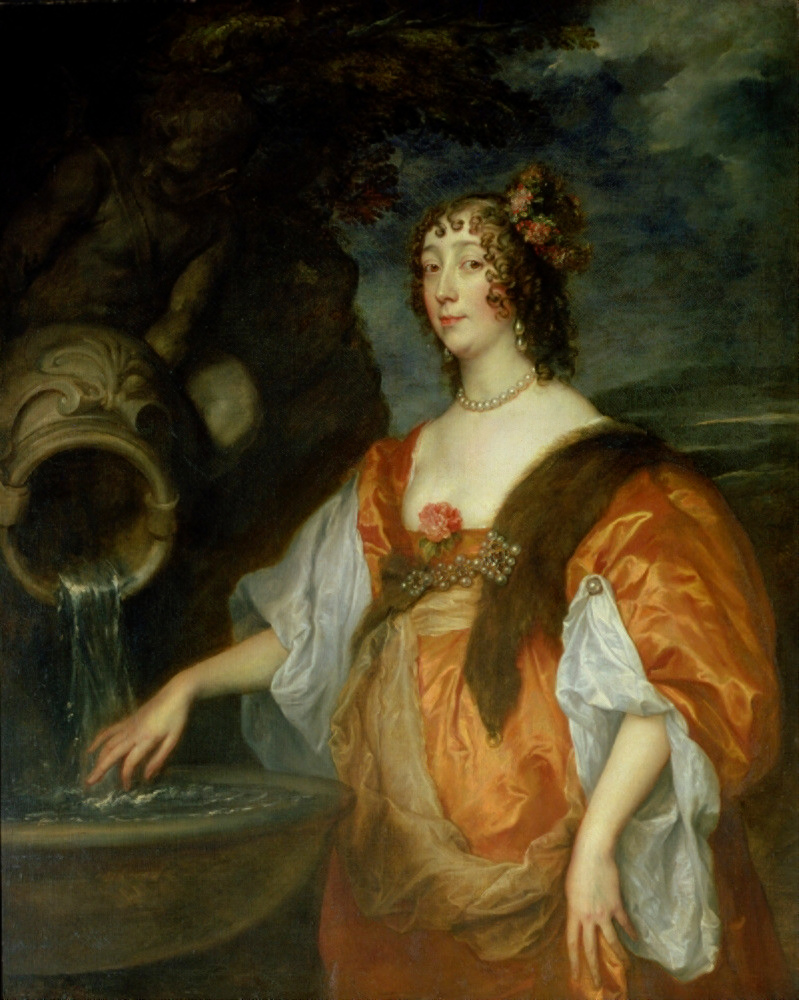
صورة للوسي هاي كونتيسة كارلايل، للرسام أنطوني فان ديك عام 1637

لوسي هاي كونتيسة كارلايل (اسم الولادة بريسي، 1599- 5 نوفمبر 1660)، محامية إنجليزية، معروفة بجمالها وذكائها. شاركت في العديد من المؤامرات السياسية خلال الحرب الأهلية الإنجليزية.

## حياتها

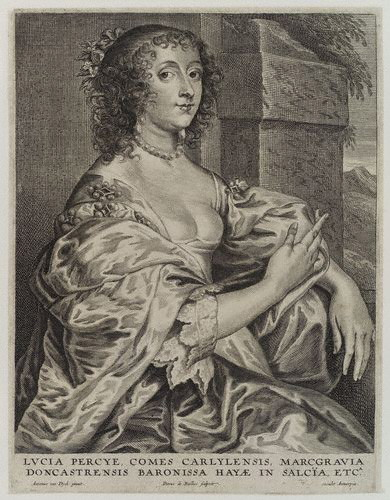
لوسي هاي كونتيسة كارلايل، بواسطة الرسام بيتر دي بايليو

ولدت لوسي بيرسي، ابنة ثانية لهنري بيرسي، إيرل نورثمبرلاند التاسع (المعروف باسم «الساحر إيرل»، وزوجته ليدي دوروثي ديفيرو. في عام 1617، أصبحت لوسي هاي الزوجة الثانية لجيمس هاي. في أول احتفال بسحر إيرل كارلايل، كان في الآيات من قبل الشعراء المعاصرين، من بينهم توماس كاري، ووليام كارترايت، وروبرت هيريك، والسير جون سكلنج، والسير توبي ماثيو في النثر.
في عام 1626، تم تعيينها سيدة بيدشامر في هنريتا ماريا، ملكة إنجلترا. في وقت قصير أصبحت مفضلة لدي الملكة، وشاركت في اثنين من مسرحياتها الشهيرة.
كانت لوسي هاي شخصية بارزة في بلاط الملك تشارلز الأول. تم الكشف عن انها عشيقه لتوماس وينتورث في فضيحة علنية، من قبل إيرل سترافورد، وجون بيم، خصمه في البرلمان. كانت سترافورد تقدرها تقديراً عالياً، لكن بعد وفاة توماس وينتورث في عام 1641، كرست نفسها لبيم ومصالح الزعماء البرلمانيين الذين أبلغتهم بأكثر خطط الملك السرية والمحامين.
كان أعظم إنجاز لها هو الكشف لابن عمها روبرت ديفيرو، إيرل إسيكس الثالث، في الوقت المناسب، عن المقصود من اعتقال الملك من الأعضاء الخمسة في البرلمان الطويل في عام 1642، مما مكن إسيكس والآخرين من الفرار. ومع ذلك، يبدو أنها خدمت كل من الطرفين في وقت واحد، وخيانة الاتصالات من الجانبين، وتسبب ذلك في ضرر كبير من خلال إثارة العداوات السياسية.
في عام 1647، التحقت بمصالح الحزب المشيخي المعتدل، الذي تجمع في منزلها، وفي الحرب الأهلية الثانية أظهرت حماسة كبيرة ونشاطًا أكبر في القضية الملكية، حيث كانت تبيع عقدها من اللؤلؤ مقابل 1500 جنيه إسترليني لجمع الأموال لصالح اللورد هولاندز. قامت بجمع القوات، وإقامة اتصالات مع الأمير تشارلز خلال الحصار الذي فرضه على نهر التايمز، وجعلها الوسيط بين العصابات المتناثرة من الخصمين والملكة.
في 21 مارس 1649، تم إلقاء القبض عليها، وسجنت في برج لندن، حيث احتفظت بالمراسلات مع الملك من خلال أخيها السير بيرسي، حتى ذهب تشارلز إلى اسكتلندا. وفقا لنشرة إخبارية ملكية، أثناء تواجدها في البرج، تعرضت للتهديد بالتعذيب على الرف للحصول على المعلومات. في 25 سبتمبر 1650، تم إطلاق سراحها بكفالة، ولكن يبدو أنها لم تستعيد أبدًا نفوذها السابق في المستشارين الملكيين، وتوفيت بعد فترة قصيرة من الاستعادة.

## في الأدب
ذكر فرانسوا دي لا روش فوكولد في مذكراته حكاية أخبرته إياها ماري دي روهان أن لوسي هاي قامت بسرقة بعض الأزرار الماسية التي أعطتها الملكة لجورج فيليرز، دوق بكنغهام الأول من الدوق كانتقام لأنه كان يحبها قبل أن يحب ملكة فرنسا. أراد ملك فرنسا بعد ذلك أن يرى الأزرار، والملكة بطريقة ما كان قادرا على استعادتها. استخدم ألكسندر دوما هذه القصة بأكملها في وقت لاحق، وبالتالي ربما قام أيضًا بتأسيس فيلم فاتيلي ميلادي دي وينتر على لوسي كارلايل في روايته «الفرسان الثلاثة» لعام 1844.
كانت موضوع قصيدة السيد جون سكلينج الناقصة على مشي سيدتي كارلايل في هامبتون كورت جاردن.

## وصلات خارجية
- السيرة الذاتية للوسي هاي.
- لوسي هاي كونتيسة كارلايل.